# Боснийско-иранские отношения
Боснийско-иранские отношения — двусторонние дипломатические отношения между Боснией и Герцеговиной и Ираном. Босния и Герцеговина имеет посольство в Тегеране, в свою очередь Иран содержит посольство в Сараево.
Иран активно поддерживал боснийскую сторону во время Боснийской войны (1992-95).

## Государственные визиты
В октябре 2016 года президент Боснии и Герцеговины Бакир Изетбегович посетил Тегеран и встретился с президентом Ирана Хасаном Рухани. В ходе этого визита двумя странами был подписан меморандум о взаимопонимании по увеличению двусторонних инвестиций в малый и средний бизнес.

## Боснийская война
Иран, преимущественно шиитская страна, был одной из первых мусульманских стран, оказавших поддержку боснякам, которые в основном являются мусульманами-суннитами, в Боснийской войне. Корпус Стражей Исламской революции направил боснийцам более пяти тысяч тонн оружия. Корпус также предоставлял инструкторов и консультантов для Боснийской военной и разведывательной служб. Несколько десятков иранских специалистов по разведке работало в Боснийском разведывательном управлении.. Подразделения моджахедов, поддерживаемые иранским Министерством разведки, обучали отдельные подразделения боснийской армии. Поддерживаемая Ираном Хезболла (ливанские шииты) также направила своих бойцов на войну. В 1992 году Иран с помощью Турции переправлял оружие боснийским мусульманам. Сообщения о «сотнях тонн оружия», отправленных из Ирана в течение месяца, появились в СМИ в начале 1995 года. Иранское оружие поставлялось также и через Хорватию.
Агент ЦРУ Роберт Баер, находившийся в Сараево во время войны, позже утверждал, что боснийское правительство является клиентом иранцев и что, если оно будет выбирать между ЦРУ и иранцами, то выберут последних. К концу войны опросы общественного мнения показали, что около 86 % боснийского мусульманского населения выражало положительное отношение к Ирану. Также отмечалось, что босняки использовали Иран и другие мусульманские страны преимущественно исходя из личных выгод и отчаяния и в гораздо меньшей степени из-за культурной и религиозной близости.

## Спорт
Иран стал первым соперником сборной Боснии и Герцеговины. Исторический футбольный матч состоялся 6 июня 1993 года в Тегеране, в котором сборная Ирана уступила гостям со счётом 1:3. Игра носила статус товарищеской, и президент Ирана Али Акбар Хашеми Рафсанджани поздравил боснийцев, которые воспринимали этот матч как признание их страны на международном уровне.